# Јакоруда
Јакоруда (буг. Якоруда) град је у Републици Бугарској, у југоисточном делу земље. Град је припада Благоевградској области. Град је и управно средиште истоимене општине Јакоруда.

## Географија
Град Јакоруда се налази у југозападном делу Бугарске, у историјској покрајини Пиринска Македонија. Од престонице Софије град је око 140 km јужно, а од обласног средишта, града Благоевграда, град је удаљен 80 km источно.
Област Јакоруде налази се у између планина Риле и Родопа, на знатној надморској висини (900 m н. в.). Кроз град тече река Места горњим делом тока.

## Историја
Околина Јакоруде је првобитно била насељена Трачанима. После тога овим подручјем владају стари Рим и Византија, средњовековна Бугарска, а затим је подручје пало под власт Османлија. У ово време извршена је масовна исламизација овог краја, па и данас има доста бугарских муслимана — Помака.
1912. године град је припао новооснованој држави Бугарској. Јакоруда је 1964. године проглашена градом.

## Становништво
По проценама из 2010. године град Јакоруда је имао око 5.700 становника. Већина градског становништва су Помаци — етнички Бугари исламске вероисповести. Остатак су Бугари православци, те малобројни Роми и Турци. Последњих 20ак година град губи становништво због удаљености од главних токова развоја у земљи. Оживљавање привреде требало би зауставити негативни демографски тренд.
Претежна вероисповест становништва је ислам, а мањинска православље.